# Lomamyia latipennis
Lomamyia latipennis är en insektsart som beskrevs av Carpenter 1940. Lomamyia latipennis ingår i släktet Lomamyia och familjen Berothidae. Inga underarter finns listade i Catalogue of Life.